# Passerelle et ascenseur Cents-Neudorf-Weimershof
La passerelle Cents-Neudorf-Weimershof est un futur pont piéton et cycliste à Luxembourg-ville devant relier les quartiers de Cents et Weimershof - et par extension, celui du Kirchberg - en enjambant le vallon dans lequel est établi le quartier de Neudorf, et être relié à ce dernier par un ascenseur public qui deviendra ainsi le troisième de ce type à Luxembourg, après ceux du Grund et du Pfaffenthal.
Proposée dès 2004, son chantier aurait dû débuter au printemps 2025 pour s'achever trois ans plus tard - mais en juin de cette même année, les travaux n'avaient pas encore démarré.

## Description

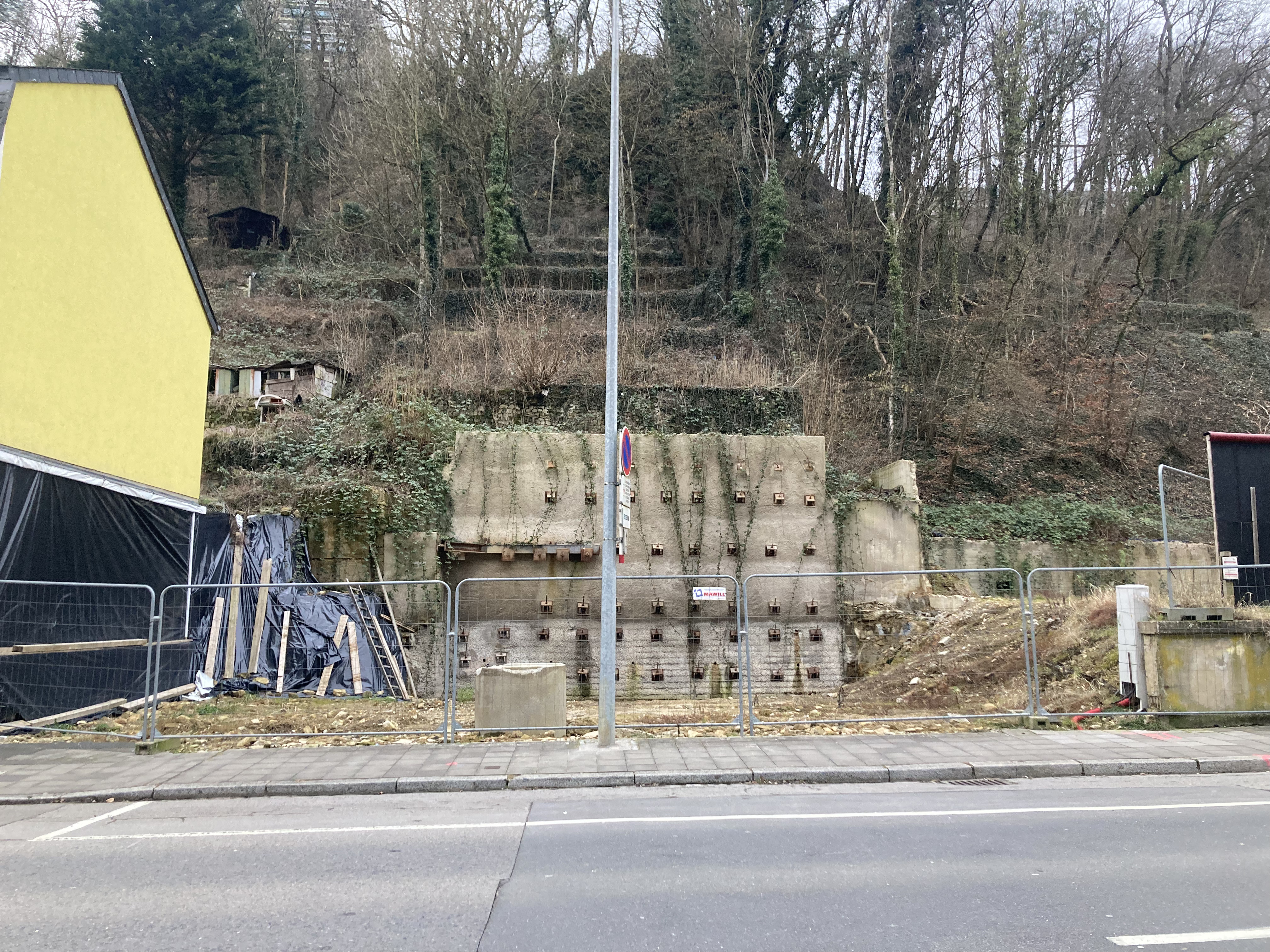
Le site de l'ancienne école maternelle, où sera construit le parvis de l'ascenseur.

La passerelle s'étendra de la rue des Bleuets à Weimershof, située à proximité immédiate de la Coque dans le quartier du Kirchberg, à la rue Tawioun à Cents, sur une longueur de 202 mètres, à 53 mètres au-dessus de la rue de Neudorf, et sera soutenue par une pile centrale d'une hauteur de 72 mètres,.
L'accès depuis Neudorf se fera par un ascenseur panoramique installé dans une tour de 60 mètres de haut, similaire à celui reliant le Pfaffenthal à la ville haute depuis 2016, les deux projets étant réalisés par le même architecte, Nico Steinmetz. L'entrée de l'ascenseur à Neudorf se fera depuis un parvis qui sera construit sur l'emplacement de l'ancienne école maternelle du quartier, démolie à cet effet en novembre 2021.

## Histoire
L'idée du projet est lancée dès novembre 2004 par la ville de Luxembourg,, et sa planification débute en 2008, avec la présentation d'une première version de la passerelle qui aurait éte située au niveau de l'église de Neudorf - jugée trop massive, elle est abandonnée en 2009. La deuxième version, présentée en avril 2015, repose sur seulement quatre piliers et est plus éloignée du centre de Neudorf, avec un budget alors estimé à 11 millions d'euros,.
Cette deuxième version étant critiquée pour son ésthetique et le déboisement que'elle engendrerait, la mairie présente enfin une troisième version en juillet 2017, dessinée par l'architecte Nico Steinmetz, située au même emplacement mais raccourcie et encore une fois allégée. La passerelle est incluse dans le budget approuvé par le conseil communal pour 2022; son coût est alors de 24 millions d'euros, avec une livraison prévue pour juin 2025,.
Quand le projet reçoit en février 2023 l'autorisation du ministère de l'Environnement, il est alors prévu que les travaux démarrent avant la fin de cette même année - mais ceux-ci continuent à prendre du retard, le permis de construire n'étant signé qu'en février 2024. En octobre 2024, le budget alloué à la construction de la passerelle est réévalué à 40 millions d'euros, soit une hausse de 66%, dont 7 millions pour le seul ascenseur. Depuis lors, les travaux doivent débuter au printemps 2025 pour une durée de 30 mois ; cependant, en juin 2025, la bourgmestre de Luxembourg Lydie Polfer annonce que le début des travaux était suspendu en l'attente d'une décision du Tribunal administratif de Luxembourg.

## Critiques

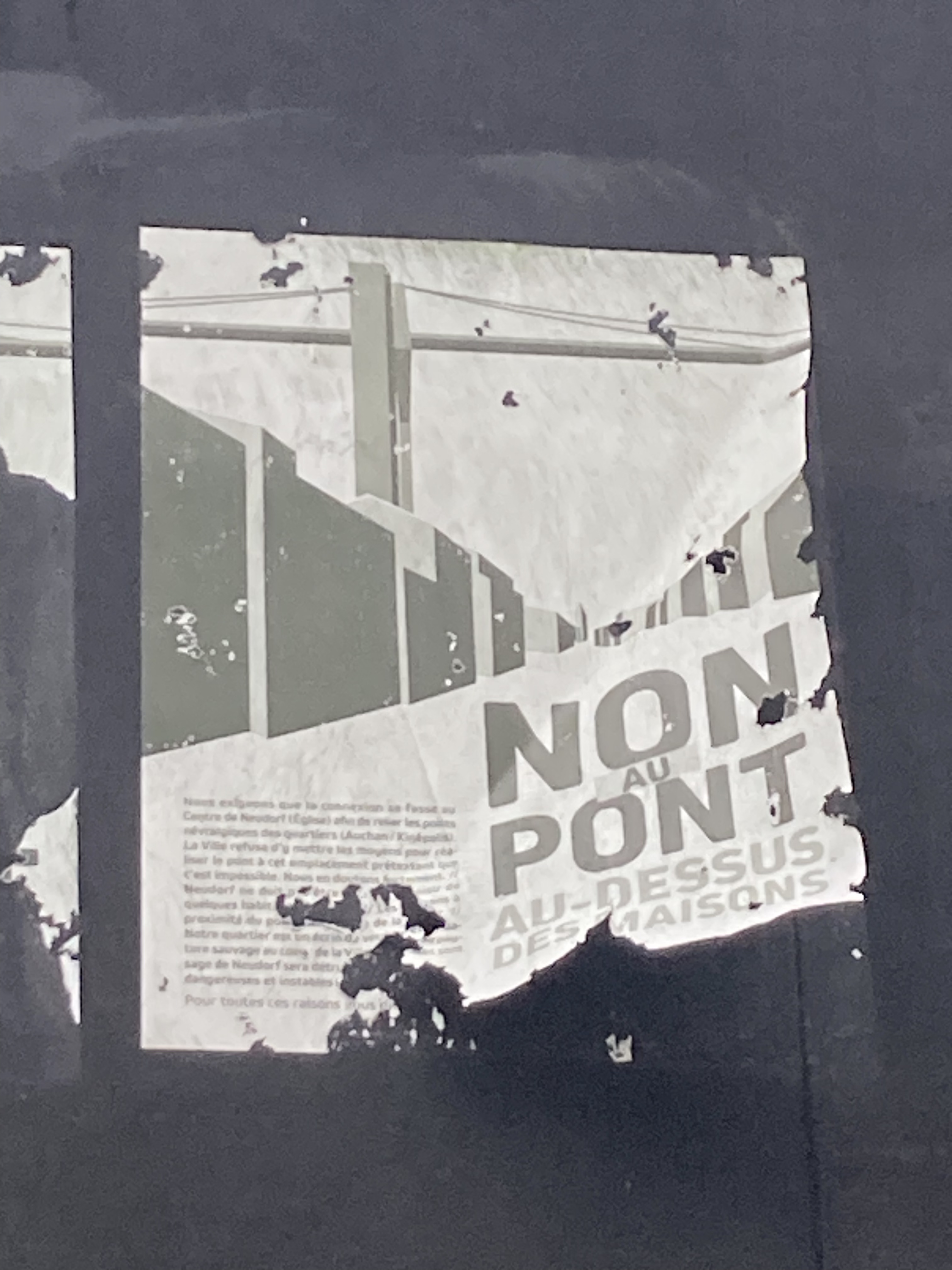
Affiche anti-passerelle à Neudorf

Le projet fait l'objet depuis 2007 d'une contestation d'un certain nombre de riverains de Neudorf, et dans une moindre mesure, d'habitants du Cents et de Weimershof, organisés en un syndicat d'Intérêts locaux. Ceux-ci ont au fil des années déposé plusieurs recours et pétitions, dont un recours devant le Tribunal administratif en mai 2023 soulignant le potentiel impact environnemental du projet, notamment l'abbatage de plusieurs arbres. En 2015, Roger Braun, président du syndicat, critique déjà la seconde version de la passerelle qui est alors présentée, affirmant que "pas une seule personne à Neudorf ne veut de ce pont". Près de dix ans plus tard, il exprime de plus la crainte que le projet ne "défigure" le quartier et mène à une dévalorisation des habitations.
Outre l'emplacement de la future passerelle et son impact immédiat sur le quartier, le coût du projet fait également l'objet de critiques: l'ampleur de son budget, qui a presque quadruplé entre les premières estimations et les débuts des travaux, lui vaut d'être qualifié "d'objet de luxe".
Le syndicat a par ailleurs proposé plusieurs alternatives, tel que la création de deux ascenseurs de part et d'autre du vallon, d'un téléphérique, ou d'un tracé alternatif longeant l'autoroute A1 pour aboutir au Kirchberg au niveau de Luxexpo. Le projet définitif recoit cependant le satisfecit de ProVelo, association luxembourgeoise oeuvrant à la promotion du vélo, qui déclare saluer sa capacité à créer une interconnexion entre quatre quartiers et à combler une lacune.